# عبد الرزاق منير
عبد الرزاق منير بن الحاج إبراهيم بن صالح التكريتي، من عشيرة ألبو ناصر، هو سياسي عراقي ولد في بغداد سنة 1870، ودرس في بغداد.
عين عضوا في مجلس شورى المملكة السورية على عهد الملك فيصل الأول عندما حكم سوريا سنة 1919، وعين قائممقام للميادين والبوكمال في لواء دير الزور إثر فصلها عن العراق وإلحاقها بسوريا.
ولما سقطت الحكومة السورية أمضى سنة في ديار بكر ومدينة عانة داعيا إلى الانتفاض على الإنجليز مع الضابط منصور بك الطرابلسي، ثم عاد إلى بغداد.
عين مديرا لبلدية الرصافة في كانون الأول 1921، ثم انتخب عضوا في المجلس التأسيسي العراقي سنة 1924.
انتخب لاحقا عضوا في مجلس النواب العراقي أربعة مرات في دورته الأولى (1925-1928) والثالثة (1930-1932) عن بغداد والثامنة (1937-1939) والتاسعة (1939-1943) عن العمارة.
توفي في بغداد في 19 تموز 1945.